# Bartosz Dąbkowski
Bartosz Dąbkowski (ur. 7 lutego 1985 w Toruniu) – polski hokeista, reprezentant Polski. 

## Kariera
- SMS Gdańsk (2001-2002)
- SMS II Sosnowiec (2002-2004)
- TKH Toruń (2004-2009)
- GKS Jastrzębie (2009-2013)
- Cracovia (2013-2020)

Absolwent NLO SMS PZHL Sosnowiec z 2004. Do kwietnia 2013 zawodnik JKH GKS Jastrzębie. Od czerwca 2013 zawodnik Cracovii. W marcu 2014 przedłużył kontrakt o rok. W lipcu 2020 ogłosił zakończenie kariery.
W barwach reprezentacji Polski do lat 18 wystąpił na turniejach mistrzostw świata juniorów do lat 18 w 2002 (Dywizja II), 2003 (Dywizja I). W barwach reprezentacji Polski do lat 20 wystąpił na turnieju mistrzostw świata juniorów do lat 20 w 2004 (Dywizja II), 2005 (Dywizja I). W barwach seniorskiej kadry Polski uczestniczył w turnieju mistrzostw świata 2014 (Dywizja IB).
W trakcie kariery zyskał pseudonim Dąbek.

## Sukcesy
Reprezentacyjne

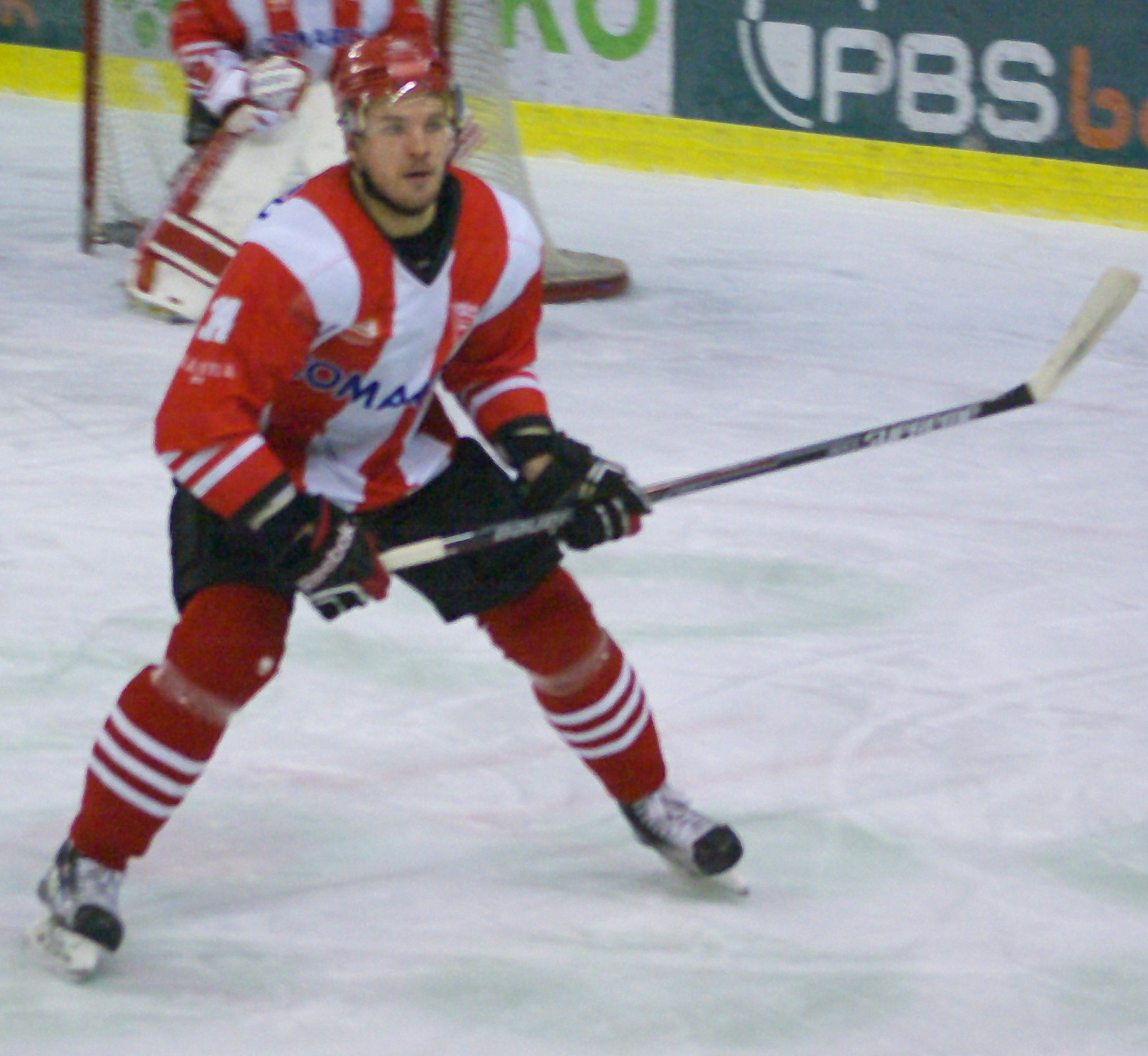
Bartosz Dąbkowski w barwach Cracovii (2016)

- Awans do mistrzostw świata do lat 18 Dywizji I: 2002
- Awans do mistrzostw świata do lat 20 Dywizji I Grupy A: 2004
- Awans do mistrzostw świata Dywizji I Grupy A: 2014

Klubowe
- Puchar Polski: 2005 z TKH Toruń, 2012 z JKH GKS Jastrzębie, 2013, 2015 z Cracovią
- Srebrny medal mistrzostw Polski: 2013 z JKH GKS Jastrzębie, 2019 z Cracovią
- Superpuchar Polski: 2014, 2016, 2017 z Cracovią
- Złoty medal mistrzostw Polski: 2016, 2017 z Cracovią
- Finał Pucharu Polski: 2017 z Cracovią

Indywidualne
- Mistrzostwa świata do lat 20 Dywizja I Grupa A w 2004:
  - Trzecie miejsce w klasyfikacji +/- turnieju: +18[8]
  - Najlepszy obrońca turnieju[9]